# Die Tat (Monatszeitschrift)

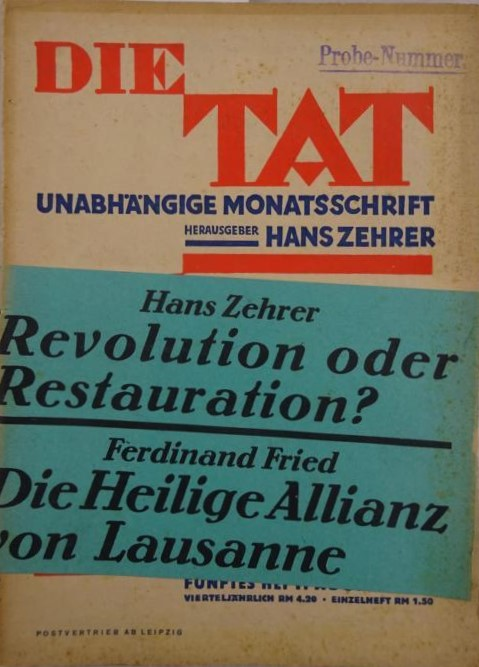
Die Tat vom August 1932. Mit herausgestellten Beiträgen von Hans Zehrer und Ferdinand Fried

Die Tat war eine deutsche Monatszeitschrift für Politik und Kultur. Sie wurde im April 1909 gegründet und erschien bis 1938 im Diederichs Verlag in Jena. 1939 bis 1944 wurde sie unter dem Titel Das XX. Jahrhundert fortgesetzt. Die Zeitschrift war in den einzelnen Phasen ihres Bestehens verschiedenen weltanschaulichen Strömungen unterworfen.

## Die Tat als „freireligiöses“ Organ (1909–1912)
Die Zeitschrift wurde im April 1909 von dem Schriftsteller Ernst Horneffer und seinem Bruder August gegründet. Horneffer war zu dieser Zeit Vorsitzender des freireligiösen Monistenbundes in Leipzig und stellte die Zeitschrift bereits in ihrem Untertitel – Wege zu freiem Menschentum – in den Dienst seiner philosophischen Weltanschauung. Inhaltlich widmete sich die Tat in dieser ersten Phase schwerpunktmäßig vor allem kulturellen und geisteswissenschaftlichen Themen. Eine Intention der frühen Tat war es, den „unheilvollen Zwiespalt“ zu überbrücken, den Horneffer zwischen dem inneren und äußeren Menschen sah. Als programmatisches Ziel der Zeitschrift formulierte Horneffer: „die Einheit von Inhalt und Form, von innerem Charakter und äußerer Erscheinung in unserer Kultur wieder herzustellen.“ Den Namen der Zeitschrift verstand Horneff dabei als einen Aufruf die besagte Einheit praktisch zu verwirklichen: „Deshalb stellen wir an ihre Spitze das strenge Mahnwort:, Die Tat’, als das, was uns mangelt, was wir suchen.“
Als Mitarbeiter gewann Horneffer außer seinem Bruder den Bonner Philosophen Johannes Verweyen, den Dichter Ernst Schnabel, den Literaturhistoriker Samuel Lublinski und Karl Hoffmann. Der Erfolg der „Tat“ war in dieser Phase gering; als ein Organ freireligiöser Kreise und weniger als eine kulturpolitische Zeitschrift geltend, gelang es ihr nicht, mehr als tausend Abonnenten zu interessieren.

## Lebensreformerisch (1912–1918)
Im Oktober 1912 übernahm der Jenaer Verleger Eugen Diederichs das Blatt, dessen Auflage zu dieser Zeit lediglich verlustbringende 1000 Exemplare betrug. Es wurde inhaltlich neu ausgerichtet, was im neuen Untertitel Eine sozial-religiöse Monatsschrift zum Ausdruck kam. Diederichs formulierte sein Ziel: „Aus der Tat soll eine Kulturzeitschrift gemacht werden, die über ihre bisherige religiös-ethische Grundlage hinausgeht.“
Wenig später wurde der Untertitel zu Sozial-religiöse Monatsschrift für deutsche Kultur erweitert. Da Horneffers Konzeption von einem Blatt des Freimaurertums und Diederichs’ Vorstellung von einer Zeitschrift, die sowohl ein Podium für seine Verlagsautoren wie auch Sprachrohr für neue Ideen von Volk und Staat werden sollte, sich nicht miteinander vertrugen, verließ Horneffer die Tat im April 1916 und Diederichs wurde alleiniger Herausgeber. Die Zeitschrift hieß nun Die Tat. Monatsschrift für die Zukunft deutscher Kultur; Diederichs’ Ziel war es, aus der Monatsschrift, ein „Forum zukünftiger Kultur“ zu machen.
Unter dem Einfluss des deutschen Idealismus und einer Vertiefung des nationalen Gefühls nach dem Vorbild Lagardes leitete und prägte Diederichs die Tat das nächste Jahrzehnt lang und machte sie zu einem Forum für seine persönlichen Ideen von einem nationalen Volkstum auf religiöser Basis, von einem deutschen Volksstaat, nationaler Mystik und radikalem Antiliberalismus. Die Tat war dabei keine völkische Zeitschrift nach Art der „primitiven“ völkischen Gruppierungen der Weimarer Zeit, sondern gebärdete sich anspruchsvoller, esoterischer und kultivierter als diese. Kurt Sontheimer unterstellte ihr dabei einen antiliberalen, antihumanitären, antizivilisatorischen und antiwestlichen Affekt.

## Bildungsbürgerlich (1918–1929)
Nach dem Ersten Weltkrieg kennzeichnet eine „zum Programm erhobene Programmlosigkeit“ (Hanke/Hübinger) das Blatt, es setzte aber doch besondere Akzente bei den Themen „Bildung“, „Religion“ und „Volk“.
Spätestens 1927 geriet das Blatt in eine schwere Krise, die sich in sinkenden Abonnentenzahl widerspiegelte. Die Kritik an der Konzeption Diederichs’ wurde stärker, die junge Leserschicht, die Diederichs ansprechen wollte, verlangte konkrete Ziele und nicht abstrakte Leitideen.
1928 übergab Diederichs die Schriftleitung an den Germanisten Adam Kuckhoff, in dem er den Mann gefunden zu haben glaubte, der die junge Generation an die Tat heranführen könnte. Kuckhoff steuerte jedoch, unterstützt von dem Theologen Heinrich Getzeny, einen Kurs „gegen den Romantizismus“, der Diederichs’ Vorstellungen nicht mehr entsprach. Die Zusammenarbeit dauerte daher nicht lange. Allerdings wurde zu ihrem Beginn die äußere Gestaltung in neusachlichem Stil modernisiert, und auch der Untertitel wechselte erneut, diesmal in Monatsschrift zur Gestaltung neuer Wirklichkeit.

## Jungkonservative Phase (1929–1933)
Im September 1929 übernahm Hans Zehrer die Leitung des Blattes und machte es zusammen mit Ernst Wilhelm Eschmann, Ferdinand Fried, Giselher Wirsing zum einflussreichen Organ des jungkonservativen „Tat-Kreises“. Mit einer Auflage von knapp 30.000 Exemplaren erreichte es in dieser Zeit etwa doppelt so viele Leser wie die radikaldemokratische Wochenzeitschrift Die Weltbühne. Weitere Autoren der TAT zu dieser Zeit waren der Pädagoge Horst Grüneberg, der politisierende Zahnarzt Hellmuth Elbrechter und der Militärpublizist Friedrich Wilhelm von Oertzen. Viele andere Autorennamen der Tat-Artikel sind dagegen Pseudonyme, die die oben genannten Mitglieder des Tat-Kreises benutzten, um nach außen einen großen Redaktionsstab vorzutäuschen.
Die Ziele des Tat-Kreises sind in dieser Zeit ein eigentümliches Konglomerat aus „linken“ und „rechten“ Positionen: Kapitalismuskritik verbindet sich mit dem Ruf nach nationaler Autarkie und der Forderung nach einer neuen Elite. Der große Zuspruch, den diese Zeitschrift erfuhr, veranlasste den Verleger Gottfried Bermann Fischer als Gegenmaßnahme, in seinem Verlag Peter Suhrkamp einzustellen. Er sollte die im S. Fischer Verlag erscheinende Zeitschrift Neue Rundschau auf einen stärker weltanschaulich gerichteten Kurs bringen und so der Tat Paroli bieten.
In der Öffentlichkeit wurde der Tat größte Aufmerksamkeit zuteil: Siegfried Kracauer beobachtete 1931: „Die Zeitschrift Die Tat hat heute gerade unter den Intellektuellen der Mittelschichten einen starken Anhang. Er erklärt sich nicht nur daraus, daß der Tat-Kreis bewußt für die praktischen und ideologischen Interessen dieser Schichten eintritt, sondern auch aus seiner Kampfweise selber. Sie ist von einem Format, dessen die deutsche Intelligenz entwöhnt war.“ Das Berliner Tageblatt stellte im selben Jahr bereits eine „bedenkliche Nachbarschaft“ des Tat-Kreises zu den nationalen und antikapitalistischen Gedankengängen der Gruppe Strasser fest. Ebbo Demant resümierte später in seiner Untersuchung des Tat-Kreises, dass insbesondere das Tageblatt bald dazu überging, „mit aller Schärfe das leere Phrasen-Geklinge des TAT-Kreises in Grund und Boden“ zu verdammen, diesen „als literarische Schutzgarde der Nationalsozialismus“ zu klassifizieren und seine Mitglieder als „Edel-Nazis oder Salon-Nazis“ einzuordnen. Der Schriftsteller Carl von Ossietzky stellte wiederum im November 1932 in der Weltbühne die folgende Analyse des Tat-Kreises vor: „Neben Otto Strasser und Ernst Jünger repräsentiert der Mitarbeiterkreis der Tat heute am deutlichsten die Verwirrung liberalistischer Bürger, die sich vor dem drohenden ökonomischen Weltuntergang laut schreiend und mit ekstatischen Gebärden dem Rechtsradikalismus in die Arme werfen.“
Ausländische Korrespondenten wie Sefton Delmer, Dorothy Thompson, Edgar A Mowrer und Alexander Lipianski machten Die Tat und den Tat-Kreis ferner auch außerhalb Deutschlands bekannt und werteten ihn als das „repräsentative Organ des jungen Deutschland“ beziehungsweise „die führende politische Zeitschrift des Landes.“

## Nach der Machtübergabe (1933–1939)
Zehrer wurde im Oktober 1933 als Herausgeber abgesetzt. Der Anpassungskurs des mittlerweile der SS beigetretenen Giselher Wirsing ließ das Blatt zur Bedeutungslosigkeit herabsinken. 1939 erhielt es den neuen Titel „Das XX. Jahrhundert“. Es wurde vereinigt mit der Zeitschrift „Ostmark“, der Verlag blieb der gleiche. Mitherausgeber war jetzt Ernst Wilhelm Eschmann. Das Blatt wurde 1944 eingestellt. Autoren dieser Zeit waren neben den beiden Herausgebern z. B. Wolfgang Höpker, der Anthroposoph Otto Julius Hartmann, Heinrich Anacker, Otto Kümmel, Hans Bethge, Erica Dieckerhoff, Fritz Meurer, Hans Heidrich, Joseph Martin Bauer, Georg Bräutigam, Bruno Brehm, Edwin Erich Dwinger, Detta Friedrich und Erwin Guido Kolbenheyer.

## Tat-Flugschriften (Auswahl)

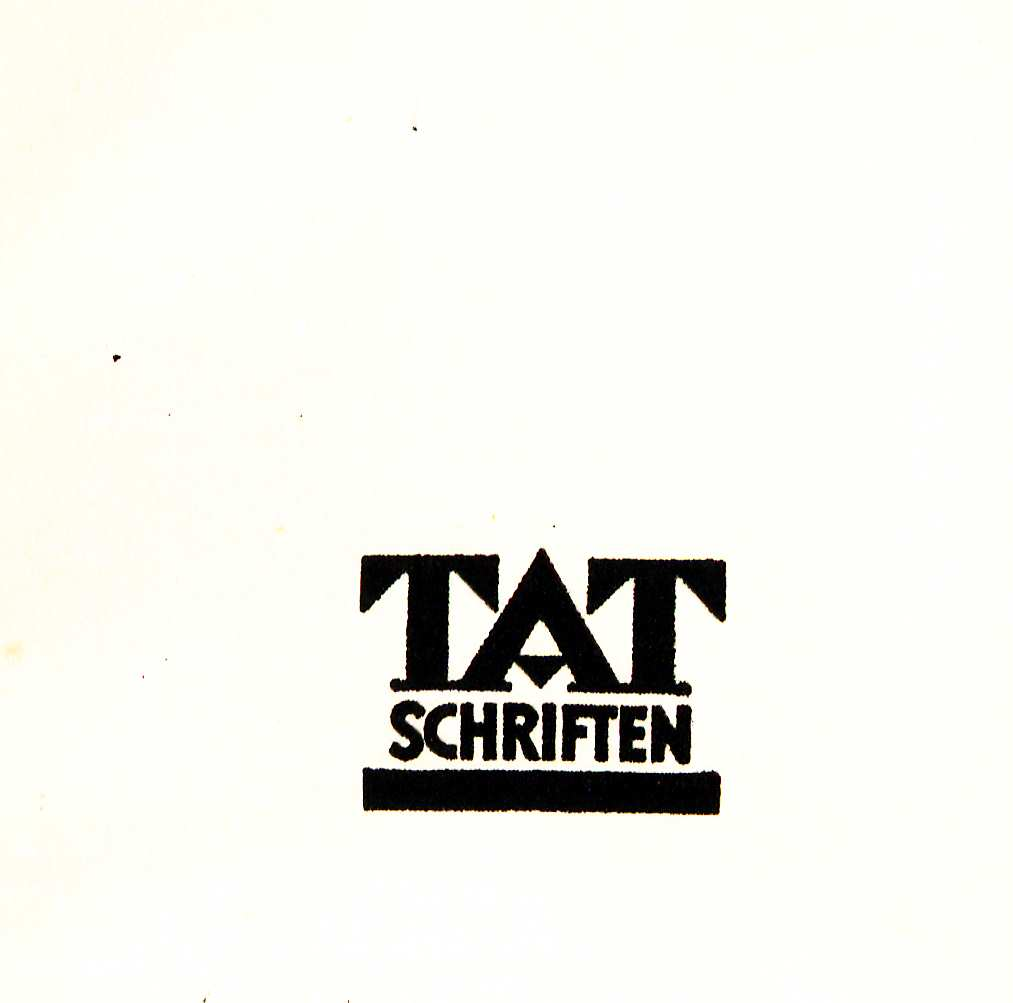
Signet der Tat Schriften (1931)

- Friedrich Gogarten: Religion und Volkstum. Jena: Diederichs 1915. Tat-Flugschriften 5.
- Hermann Herrigel: Volksbildung und Volksbibliothek. Eine Abrechnung. Jena: Diederichs 1916. Tat-Flugschriften 14.
- Max Maurenbrecher: Neue Staatsgesinnung. Jena: Diederichs 1916. Tat-Flugschriften 17.
- Wilhelm Rein: Zur Neugestaltung unseres Bildungswesens. Jena: Diederichs 1917. Tat-Flugschriften 19.
- Georg Schmidt-Rohr: Unsere Muttersprache als Waffe und Werkzeug des deutschen Gedankens. Jena: Diederichs 1917. Tat-Flugschriften 20.
- Eduard Weitsch: Was soll eine deutsche Volkshochschule sein und leisten? Ein Programm. Jena: Diederichs 1918. Tat-Flugschriften 27.
- Paul Natorp: Student und Weltanschauung. Jena: Diederichs 1918. Tat-Flugschriften 29.

## Digitalisate
- 1. Jahrg., Heft 1, April 1909 bis Heft 12, März 1910
- 3. Jahrg., Heft 1, April 1911 bis Heft 12, März 1912
- 4. Jahrg., Heft 1, April 1912 bis Heft 12, März 1913